# أستراليا 108
أستراليا 108 (بالإنجليزية: Australia 108) هو ناطحة سحاب سكنية تقع في منطقة ساوثبانك في ملبورن، فيكتوريا، أستراليا. يبلغ ارتفاعه 316.7 متر (1,039 قدم)، وهو أطول مبنى في ملبورن والمبنى الثاني الأطول في أستراليا. اكتمل بناء أستراليا 108 في عام 2020 وصممته شركة الهندسة المعمارية فيندر كاتساليديس (بالإنجليزية: Fender Katsalidis Architects) وطورته شركة ورلد كلاس غلوبال (بالإنجليزية: World Class Global)، التابعة لشركة أسبيال كوبوريشن (بالإنجليزية: Aspial Corporation). يضم المبنى 1,105 شقق سكنية ومجموعة من وسائل الراحة، بما في ذلك صالة ألعاب رياضية وحوض سباحة وحديقة سماوية مكونة من طابقين تعرف باسم نادي النجوم (بالإنجليزية: Star club).

## التصميم
تتميز ناطحة السحاب أستراليا 108 بتصميم مميز على شكل انفجار نجمي مستوحى من نجمة الكومنولث، الرمز الموجود على العلم الأسترالي. يتم توجيه الانفجار النجمي على ارتفاع 210 متر (689 قدم) ويمتد عبر ثلاثة مستويات من البرج. يعمل هذا التصميم كهيكل دعم لنادي النجوم، وهو منشأة حصرية للسكان فقط تمتد على طابقين وتوفر مجموعة من وسائل الراحة، مثل الصالة الرياضية وحوض السباحة وغرف الطعام الخاصة.
تتكون واجهة المبنى من سلسلة من الألواح الزجاجية ذات زوايا، مما يتيح دخول ضوءًا طبيعيًا ويوفر للسكان إطلالات بانورامية على أفق ملبورن.

## البناء
بدأ بناء ناطحة السحاب أستراليا 108 في عام 2015 واكتمل في عام 2020. واجه مطور المبنى، ورلد كلاس غلوبال، العديد من التحديات أثناء عملية البناء، بما في ذلك تأمين التمويل والحصول على التصاريح اللازمة. نفذ البناء شركة ملتيبلكس الأسترالية للبناء (بالإنجليزية: Multiplex)، والتي استخدمت تقنيات مبتكرة لإدارة التصميم الفريد والمتطلبات الهيكلية للبرج.

## الوحدات السكنية
تضم أستراليا 108 ما مجموعه 1,105 شقة سكنية، تتراوح بين شقق ذات غرفة نوم واحدة وثلاث غرف نوم، بالإضافة إلى عدد من الشقق الفاخرة على طراز البنتهاوس. يعتمد تصميم المبنى على توفير تجربة سكنية فاخرة، مع ميزات مثل النوافذ الزجاجية التي تمتد من الأرض حتى السقف، والتجهيزات والأجهزة عالية الجودة، ومساحات المعيشة المفتوحة.

## وسائل الراحة
يتمتع سكان أستراليا 108 بالوصول إلى مجموعة متنوعة من وسائل الراحة، وعلى رأسها نادي النجوم. يقع نادي النجوم على المستويين 70 و71، وهو منشأة بمساحة 2,800 متر مربع (30,139 قدم مربع) تشمل صالة رياضية وحوض سباحة داخلي مدفأ وسينما وجولف افتراضي وغرف طعام خاصة. يتضمن النادي أيضًا تراسًا خارجيًا، حيث يتمتع السكان بإطلالات خلابة على أفق ملبورن.

## معرض الصور

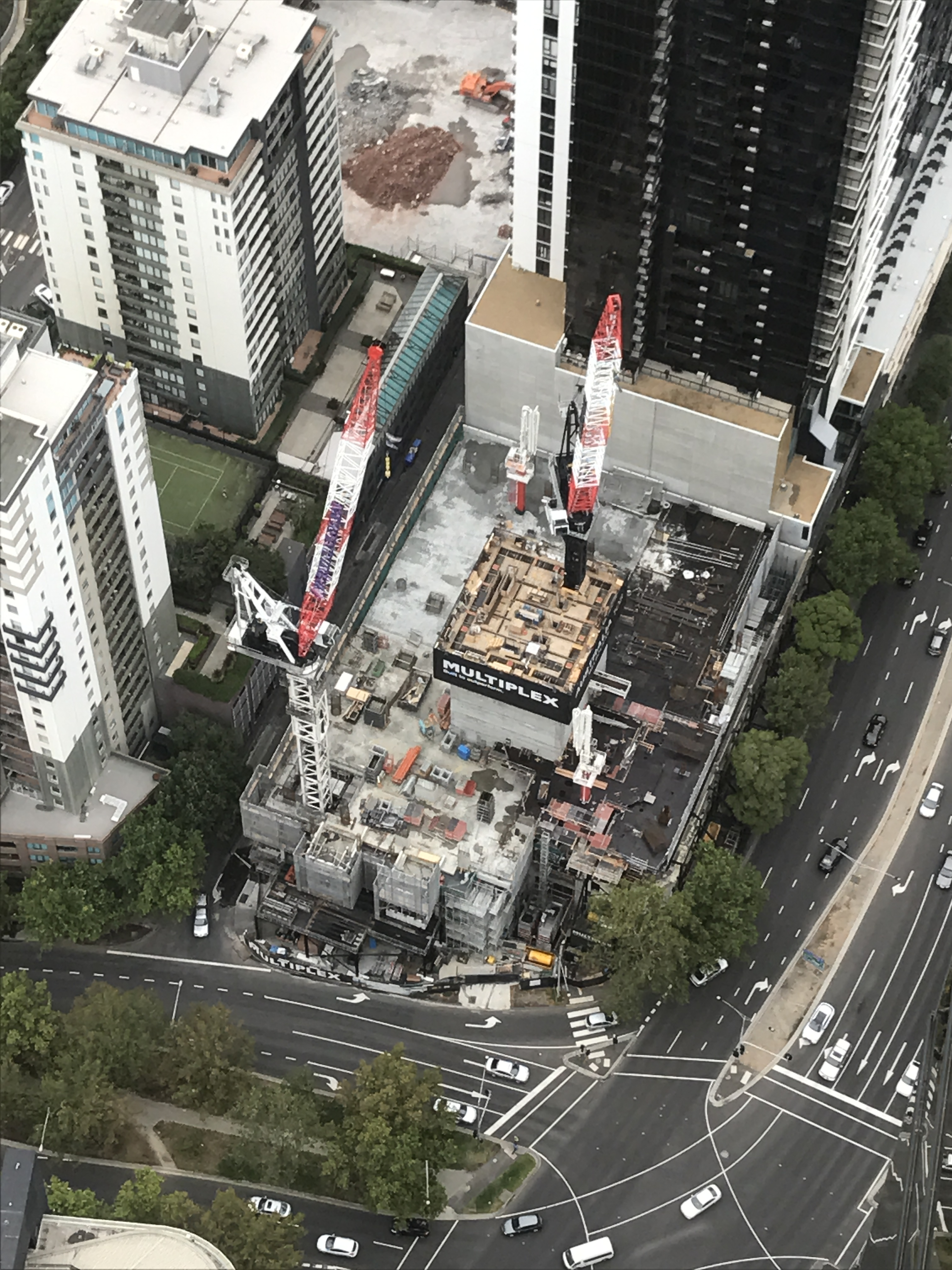
ما يقرب من عام في البناء، أستراليا 108 في فبراير 2017، كما هو موضح من الاطلالة السماوية لبرج يوريكا المجاور
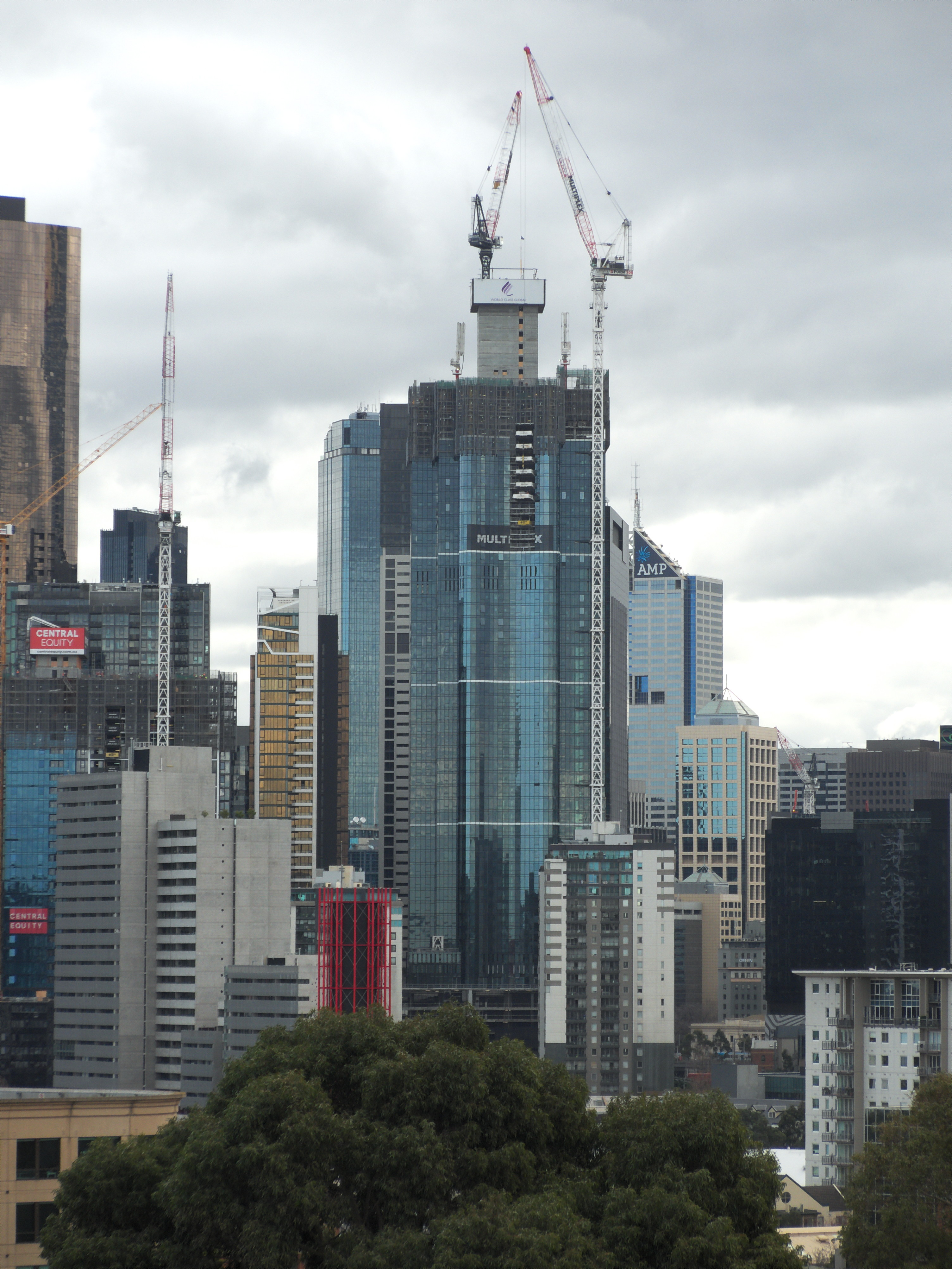
أستراليا 108 قيد الإنشاء في يوليو 2018، وصل البناء إلى المستوى 50 حينها
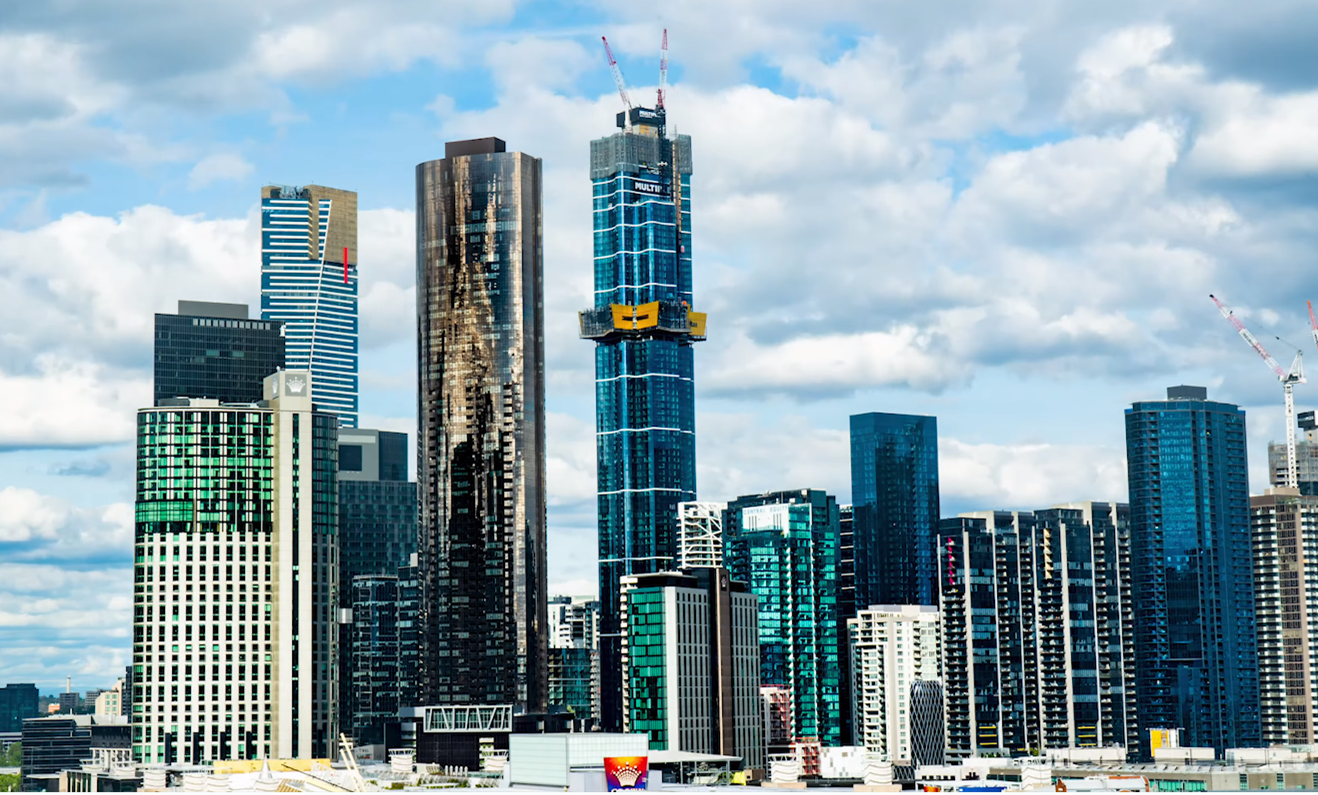
أستراليا 108 (يمين) قيد الإنشاء في نوفمبر 2019، جنبًا إلى جنب مع بريما بيرل وبرج يوريكا ومباني بارزة أخرى على أفق ساوث بانك
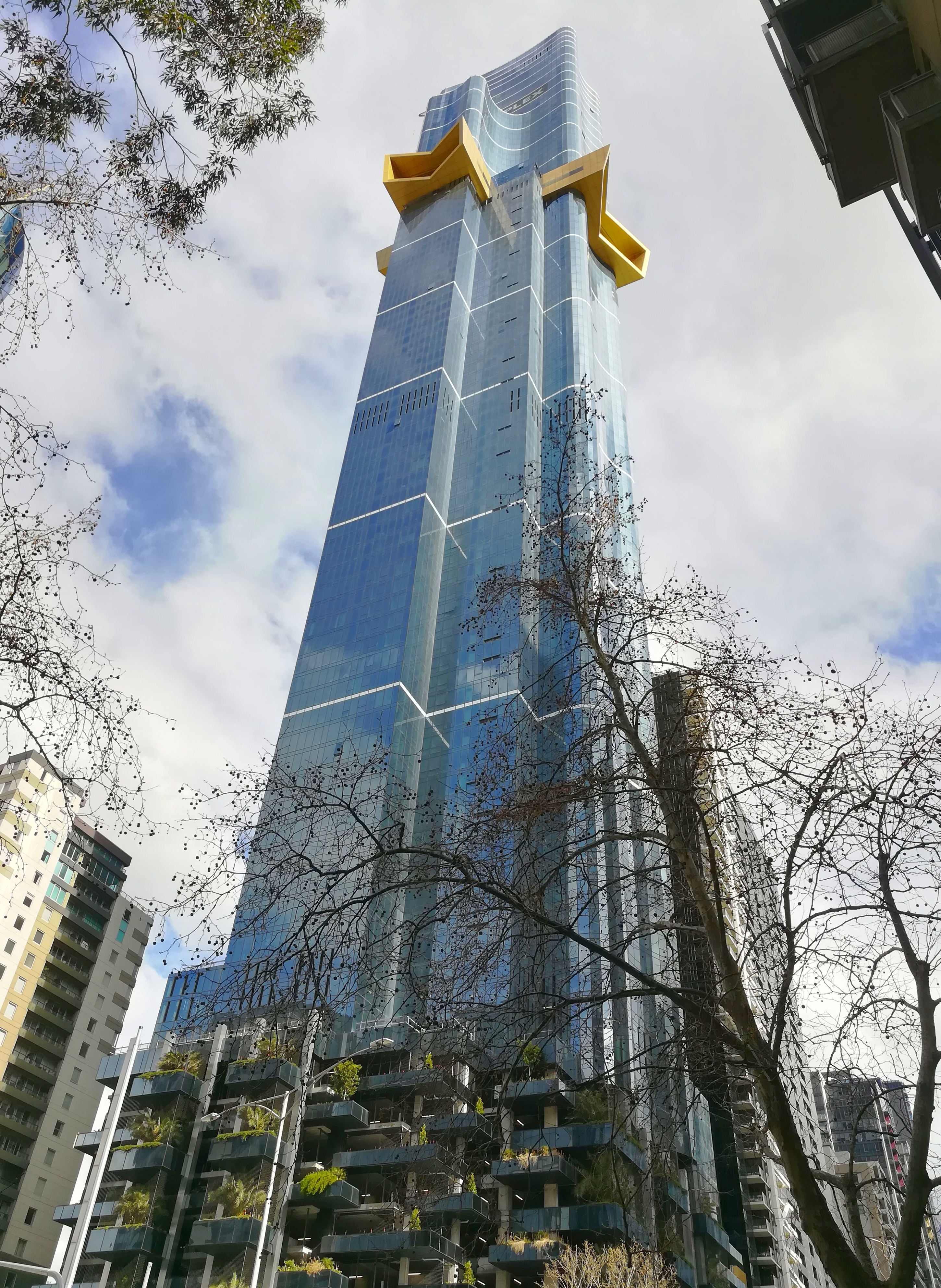
منظر من مستوى سطح الأرض لـ أستراليا 108، اكتمل في سبتمبر 2020
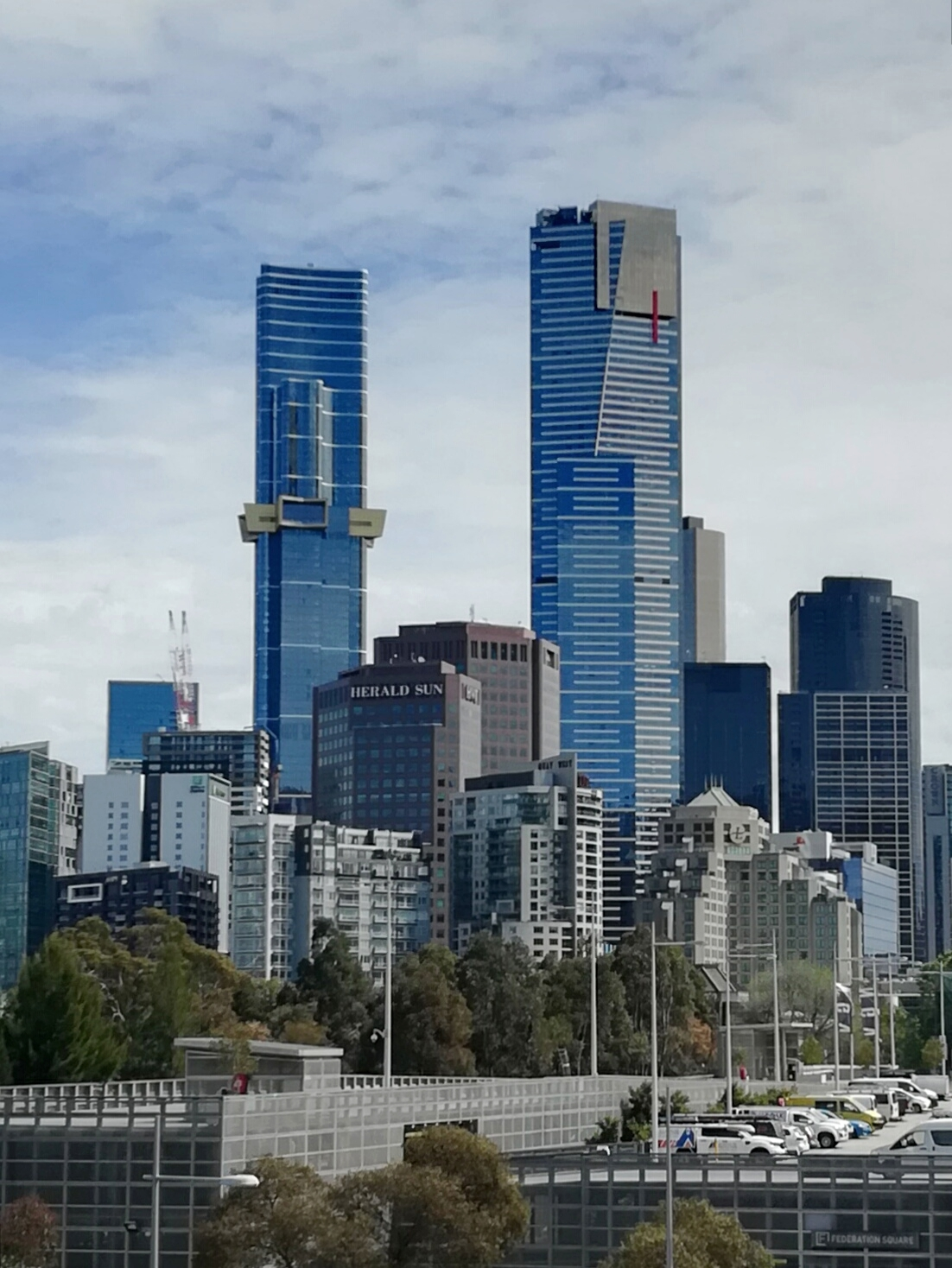
أستراليا 108 (يسار) وبرج يوريكا (يمين) في أكتوبر 2021
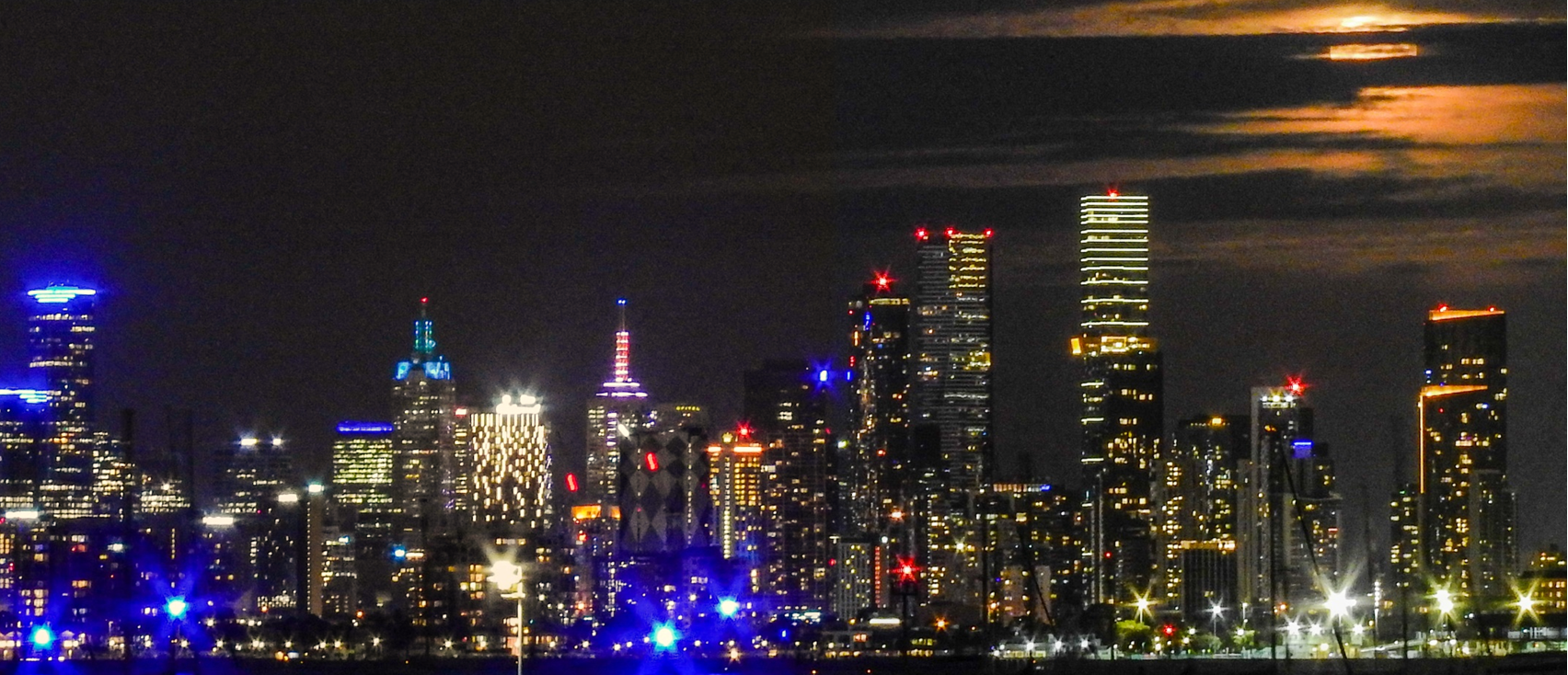
أستراليا 108 (متوسطا الجانب الأيمن للصورة) على طول أفق ملبورن في يناير 2022

## أنظر أيضا
- برج كيو 1
- برج يوريكا